# Merophysia orientalis
Merophysia orientalis là một loài bọ cánh cứng trong họ Endomychidae. Loài này được Saulcy miêu tả khoa học năm 1864.